# Barry Maranta
Barry Maranta est le cofondateur de la franchise australienne de rugby à XIII des Brisbane Broncos, actuellement président de Sky Shades.
Ancien joueur de cricket et de rugby à XIII, Maranta devient consultant sportif avant de former un partenariat avec Wayne Reid pour former l'International Sports Management. Après avoir vu les règles du State of Origin du football australien en 1978, il décide de convaincre le président de la Queensland Rugby League Ron McAuliffe d'importer ce format similaire en rugby à XIII. Cette innovation permet au State of Origin de rugby à XIII d'être aujourd'hui l'un des évènements sportifs les plus suivis en Australie.
En 1985, Maranta exprime son intérêt de créer une équipe sur Brisbane qui puisse rejoindre la New South Wales Rugby League considéré comme le meilleur championnat de XIII dans le pays à ce moment. Il était l'un des propriétaires de l'International Sports Management qui a contribué à promouvoir le concept du State of Origin. En 1986, Maranta rejoint Paul Morgan, Gary Balkin et Steve Williams pour former le club de Brisbane. Tous avaient joué dans des équipes locales sur Brisbane. Au côté de leur projet, trois autres projets étaient présentés. Bien qu'en 1987, la NSWRL décide de ne pas intégrer d'équipe de Brisbane, Maranta, Morgan et Ron McAuliffe représentent un nouveau projet  l'année suivante. La NSWRL décide alors d'accepter un club de Brisbane et le projet est retenu, c'est ainsi que naît les Brisbane Broncos.